# Charles Fergusson
Pour les articles homonymes, voir Fergusson.
Charles Fergusson, né le 17 janvier 1865 à Eton en Angleterre et mort le 20 février 1951 à Maybole, est un administrateur colonial  et homme d'État britannique, gouverneur général de la Nouvelle-Zélande du 13 décembre 1924 au 8 février 1930.